# Czukowec (obwód Silistra)
Czukowec (bułg. Чуковец) – wieś w północno-wschodniej Bułgarii, w obwodzie Silistra, w gminie Ałfatar. Według danych Narodowego Instytutu Statystycznego, 31 grudnia 2011 roku wieś liczyła 286 mieszkańców.